# Wooden Heart (Band)
Wooden Heart war eine deutsche Band, deren Single We Belong Together 1994 Platz 50 der deutschen Charts erreichte. Das von Dirk van Hahnrath produzierte Lied war der Titelsong der ARD-Serie Nicht von schlechten Eltern, auf deren Soundtrack neben dem Single-Hit und Beiträgen anderer Künstler auch vier weitere Songs der Gruppe zu hören waren. Ein Wooden-Heart-Album gab es nicht.
Sänger Fred Röttcher ist bis heute im Musikbusiness tätig. Er sang z. B. den Titelsong der ersten Staffel der Serie Dragonball  Z und besitzt eine Produktionsfirma namens Redchair Music Productions.

## Mitglieder
- Fred Röttcher (Gesang)
- Ralf Bieler
- Kai Gerling

## Diskografie
- 1993: We Belong Together (Single, WEA)
- 1994: Nicht von schlechten Eltern – Soundtrack aus der ARD-Serie (und diverse Interpreten) (Kompilation, WEA)
- 1994: Never Be Alone (Single)